# V Holešovičkách
V Holešovičkách je pražská ulice nacházející se v severovýchodních částech města. Spojuje most Barikádníků (přesněji mimoúrovňovou křižovatku Pelc–Tyrolku na jeho severním předmostí) a mimoúrovňovou křižovatku Vychovatelna. Komunikace je řešena jako dvoupruhová s odstavným pruhem, který je v části své délky upraven na pruh vyhrazený pro jízdu autobusů MHD, cyklistů a vozů taxislužby. Protisměrné jízdní směry jsou odděleny středovým pásem vybaveným svodidly. Přes komunikaci je veden most v ulici Valčíkově a naopak ji podcházejí tři podchody. S pěti ulicemi má úrovňové křižovatky:
- S. K. Neumanna
- Na Truhlářce (2×)
- Stupňová
- Valčíkova
- Kubišova

## Historie
Ulice V Holešovičkách byla dějištěm jedné z nejdůležitějších událostí druhé světové války na území Československa. Operace Anthropoid, jejímž cílem byl atentát na zastupujícího říšského protektora a šéfa RSHA Reinharda Heydricha. Tuto diverzní akci provedli 27. května 1942 v Praze-Libni výsadkáři Jozef Gabčík a Jan Kubiš, kteří byli pro tento úkol speciálně vycvičeni ve Velké Británii jako součást exilových československých branných sil. V blízkosti místa atentátu stojí od roku 2009 památník Operace Anthropoid.

## Doprava a dopady
Podle sčítání pražské Technické správy komunikací v roce 2012 ulicí jezdilo obousměrně v součtu téměř 64,5 tisíce vozidel. Po otevření tunelového komplexu Blanka doprava v ulici významně narostla a v roce 2018 se její intenzita pohybovala mezi 90–95 tisíci vozidel denně, což ji řadí mezi dopravně nejvytíženější komunikace v Praze. Jsou tudy vedeny také autobusové linky MHD (v roce 2018 číslo 201, 166, 905 a 911), které mají v ulici zřízeny zastávky pojmenované „Kuchyňka“, „Rokoska“ a „Vychovatelna“.
Negativní dopady dopravy V Holešovičkách se začaly postupně zhoršovat po otevření pražské Severojižní magistrály, jíž se stala nedílnou součástí, a vyvrcholily otevřením tunelového komplexu Blanka. Obytná zástavba nacházející se v těsném okolí této ulice, ale také na přilehlých svazích, které ulici V Holešovičkách obklopují, proto dlouhodobě trpí nadlimitním hlukem a imisemi překračujícími zákonem stanovené hodnoty. Navíc charakter celé čtvrti se z vilové oblasti postupně mění na typický dálniční přivaděč a zároveň vyloučenou lokalitu trpící častými nehodami, vizuálním smogem v podobě billboardů, nebo chybějící nabídkou běžných služeb. Neúnosnost situace vyústila v žalobu občanů vůči Hl. m. Praha.

## Občanská společnost
Občané bydlící V Holešovičkách a blízkém okolí založili spolky, cílem kterých je vyřešit negativní dopady nadměrné automobilové dopravy. Spolek „Za naši budoucnost“ vznikl v roce 2006 a jako první upozornil na nadměrný hluk a imise z automobilové dopravy v této ulici. V roce 2017 vznikl spolek „Holešovičky pro lidi“, jenž začal prosazovat zahloubení ulice V Holešovičkách. Téma se následně stalo jedním z předvolebních témat pražských komunálních voleb 2018 a objevilo se v předvolebních programech většiny hlavních politických stran.

## Památky

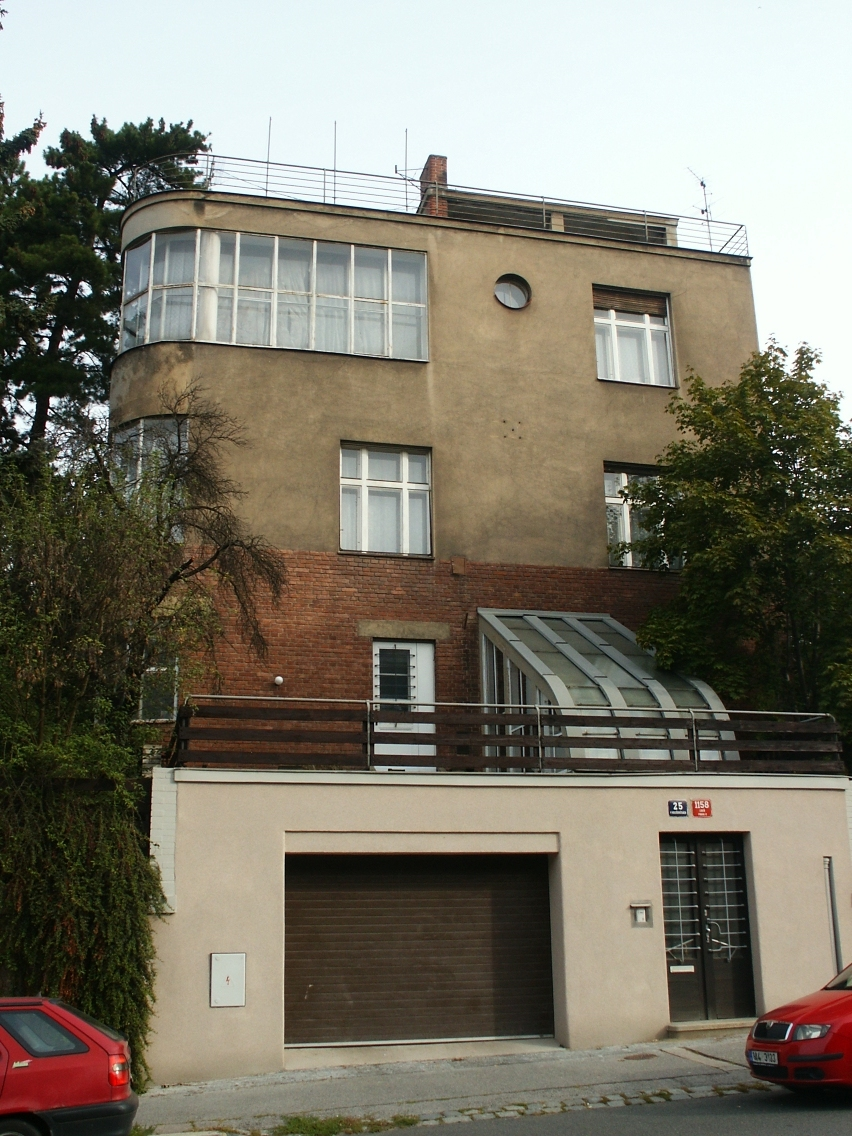
Vila čp. 1158

V ulici stojí dva domy, jež jsou kulturními památkami České republiky. Je to vila čp. 1158 (číslo orientační 25) a objekt Vychovatelny (čp. 830).